# Mou'in Bsissou
Pour les articles homonymes, voir Bsissou.
Mou'in Bsissou, né en 1926 à Gaza et mort le 23 janvier 1984 à Londres, est un poète et dramaturge palestinien.

## Biographie
Il entre en 1948 à l'université américaine du Caire, d'où il sort diplômé en journalisme en 1952. Son premier recueil de poésie parait en 1952.